# Погорилко, Павел Ферапонтович
Па́вел Ферапо́нтович Погори́лко (также Погорелко, укр. Павло Ферапонтович Погорілко; 6 ноября 1869, местечко Черневцы, Ямпольский уезд, Подольская губерния — предположительно в 1937) — украинский религиозный деятель и педагог.
С 1897 года был священником в Русской православной церкви. В годы революции был активным сторонником украинизации церковной жизни, примкнул к деятелям нарождающейся Украинской автокефальной православной церкви. Член Украинской Центральной рады от духовенства Киева. Покинул УАПЦ, будучи категорически не согласен с самосвятской хиротонией Василия Липковского, и примкнул в 1922 году к обновленчеству, где получил сан епископа. В 1923 году покинул обновленчество организовал «Братское объединение приходов украинских автокефальных православных церквей». В 1924 году объединился с епископом Феофилом (Булдовским), организовав лубенский раскол. В 1927 году оставил церковную деятельность и в дальнейшем занимался педагогической работой. В 1933 году арестован и репрессирован. Дата и обстоятельства смерти не известны.

## Биография
Родился 6 ноября 1869 года в местечке Черневцы Ямпольского уезда Подольской губернии в крестьянской семье. Окончил Немировскую мужскую гимназию Брацлавского уезда Подольской губернии. В 1890 году окончил Императорский университет Святого Владимира в Киеве. В 1894 году окончил Киевскую духовную академию со степенью кандидата богословия за сочинение «Воспитание и обучение у ветхозаветных евреев».
9 ноября 1895 года назначен учителем Каменецкого духовного училища. В 1896 году становится наблюдателем церковно-приходских школ Ямпольского уезда.
26 января 1897 года был рукоположен в сан священника и назначен сверхштатным клириком к Рождество-Богородицкому собору Ямполя. 21 июля того же года назначен настоятелем Иоанно-Богословской церкви села Желобы Ямпольского уезда Подольской губернии с оставление в должности наблюдателя церковно-приходских школ Ямпольского уезда.
В 1899 году награждён надбедренником. 27 мая 1901 года награждён бархатной фиолетовой скуфьёй.
С 17 февраля 1902 года был заведующим Винницкой церковно-учительской школой Подольской епархии.
В 1911 году окончил сельскохозяйственное отделение Киевского политехнического института.
До 1917 года был заведующим Жолобянской второклассной учительской школой. С 1917 года был директором Жолобянской украинской народно-трудовой гимназией. Проводил богослужения на старославянском языке с украинским произношением и чтением Евангелия на украинском языке.
До июля 1918 года входил в состав Всеукраинского православного церковного собора, вместе с другими сторонниками провозглашения автокефалии православной церкви на Украине был лишён делегатских мандатов. В 1918 году избран членом Всеукраинской центральной рады от духовенства Киева. В раде выполнял поручения и голосовал за резолюции Украинской партии социалистов-революционеров, хотя в состав фракции формально не входил. Овдовел.
В ноябре 1919 года за самовольное внедрение украинского языка в богослужение был отстранён архиепископом Пименом (Пеговым) от настоятельства.
После сообщения, что епископ Парфений берёт украинские приходы под свою опеку, он начал осуществлять собственные украинские службы, которые привлекали в село Жолобы многих крестьян из окрестных сёл. Современники характеризовали как священника с глубоким национальным самосознанием, человека «высокоидейного» и «щирого українця», который оставил о себе хорошие воспоминания.
22-26 мая 1921 года на церковном соборе УАПЦ в Киеве был наряду с Стефаном Орликом избран кандидатом на рукоположение в епископы. Съезд этот был партийный, то есть к участию в нем приглашены были Радой только лица, известные своей приверженностью к украинству. Поскольку ни один епископ на Украине не согласился их рукоположить, они решили получить хиротонию в Константинопольской православной церкви. По воспоминаниям священника Ивана Гаращенко: «Весной 1921 году приехали из Киева к нам два человека и дали нам письма от ВПЦР. Из тех писем мы узнали, что те двое, — то протоиерей о. Степан Орлик и Павел Ферапонтович Погорилко. Им надо было достать документы от ВУЦИК, чтобы они могли проехать в Константинополь, к Вселенскому патриарху для рукоположения их в епископы. Документы и деньги через короткое время были добыты, и с лучшими пожеланиями мы их отправили в такой далёкий и опасную путь. Надежда была на хороший конец, но была большая опасность». Летом того же года ВПЦР послала его в Грузию для рукоположения в епископский сан архиереями обособившейся Грузинской церкви. Однако советская власть не пустила их дальше Харькова
Не приемля противоканонического рукоположения Василия Липковского, отошёл от УАПЦ. Поддерживая украинизацию церкви, Погорилко придерживался традиционных основ рукоположения епископов. Он голосовал против «всесоборного» рукоположения епископов на Соборе в октябре 1921 года, назвав это событие «неканоническим актом самохиротонии», так как «самосвятное начало не является началом православной церкви, а потому те, кто сознательно принимают его, не могут считаться православными в понимании вселенского единства».
Желание стать епископом у него не исчезло, и он возвращается в Русскую православную церковь, идя на согласие с архиепископом Подольским Пименом (Пеговым), который рекомендует его Патриаршему Экзарху Украины митрополиту Михаилу (Ермакову) для рукоположения в Соборе Епископов Украины в сентябре 1922 года во епископа Каменецкого. Но хиротония не была осуществлена, поскольку, как утверждал позднее Патриарший Местоблюститель митрополит Крутицкий Петр (Полянский), против этого выступили духовенство и миряне Подольской епархии.
В 1922 году уходит в обновленческий раскол. 5 сентября 1922 года избран епископом Каменецким, викарием Подольской обновленческой епархии.
28 января 1923 года в Заиконоспасском монастыре в Москве рукоположён во епископа Ольгопольского, викария Подольской обновленческой епархии. Хиротонию совершили: митрополит Антонин (Грановский), архиепископ Иоанн Альбинский и епископ Александр (Раевский). Хиротония и литургия тоже была осуществлена на украинском языке. На украинском языке Погорилко произнёс традиционную ставленническую речь. На том же языке отвечал ему председатель ВЦУ митрополит Антонин.
13-16 февраля 1923 года принимает участие в Первом Всеукраинском церковно-обновленческого съезде, как епископ Ольгопольский, викарий Подольской обновленческой епархии. 14 февраля избран членом обновленческого всеукраинского высшего церковного управления.
В марте 1923 года организовал на Подолье «Братское объединение приходов Украинской Православной Автокефальной Церкви» (БОПУПАЦ).
В октябре 1923 года избран обновленческим епископом Винницким и Липовецким, но назначения не последовало. 28 октября того же года постановлением Всероссийского обновленческого Синода уволен на покой за шовинизм и националистические взгляды.
Уйдя из обновленчества, объявил себя автокефальным епископом Каменецким, управляющим приходами всего Подолья.
4-5 июня 1925 года принял участие в организованном Феофилом Булдовским «всеукраинский церковный собор» в Лубнах. Участники собора провозгласили «автокефалию», а неприсоединившихся к ним православных епископов, признающих власть Патриарха Московского, объявили раскольниками. 5 июня был избран на соборе архиепископом Кременецким и всей Украины, председателем президиума Собора украинских епископов. Впрочем, он был номинальным лидером, фактически во главе раскола стоял Булдовский.
В декабре года определением 13 украинских епископов Московского Патриархата о «главарях лубенского раскола» на руководителей лубенского раскола, был наложены канонические прещения, а о Павле Погорилко говорилось: «Всякие действия Павла Погорилко со дня его посвящения в живоцерковного обновленческого епископа (15/28 января 1923 г.), совершённые им и по управлению церковному, и по постановлению новых епископов и прочих священнослужителей и церковных чинов, мы <…> объявляем, руководствуясь 35-м Апостольским правилом и 13-м и 22-м правилами Антиохийского Собора, недействительными, не имеющими никакой силы в Церкви Христовой». 5 января запрещение было утверждено митрополитом Сергием (Страгородским). Запрещения, как и прочие деятели лубенского раскола, не признал.
Летом 1926 года освобождён от обязанностей председателя собора православных епископов Украины с оставлением членом президиума.
В 1927 году оставил церковную деятельность и в дальнейшем занимался преподаванием украинского языка в Харькове. Посещал Ново-Троицкий собор Харькова, сохранявший верность митрополиту Сергию (Страгородскому).
31 октября 1933 года был арестован. 26 января 1934 года постановлением Особого совещания при коллегии ГПУ УССР приговорён к трём годам ссылка в Казахстан. Освобождён из под стражи, дав подписку с обязательством выехать к месту ссылки в Уральск не позднее 12 февраля 1934 года. Срок отбыл. Реабилитирован в 1989 году.

## Публикации
- В своем кругу : [Сборник стихотворений] / Свящ. Павел Погорилко. Вып. 1-. — Киев : тип. Гросман, 1911. — 22. Заветы. — 1911. — 24 с. : ил.